# Mahmoud Hawari
Mahmoud Hawari (arabisch محمود هواري, DMG Maḥmūd Hawārī, hebräisch מחמוד הווארי, * um 1953 in Tarshiha, Israel) ist ein palästinensischer Archäologe.

## Leben
Hawari studierte an der Universität London, wo er auch promoviert wurde. Von 2004 bis 2007 war er Lecturer an der University of Oxford. Dann lehrte er an der al-Quds-Universität und an der Universität Bethlehem. Von 2009 bis 2012 war er Gast-Professor an der Universität Bir Zait.
Hawari leitete mehrere archäologische Projekte in Palästina, darunter von 2009 bis 2014 die Restaurierung des Palast des Hischam.
Er nahm an verschiedenen internationalen Projekten teil, darunter Projekte des Museums ohne Grenzen und das 12-Länder Euro-Mediterranean Projekt von 1996 bis 2000.
Hawari war Kurator am Britischen Museum in London.
Er war wissenschaftlicher Mitarbeiter am Khalili Research Centre der Universität Oxford.
Seine Spezialgebiete sind islamische Kunst, Architektur und Archäologie des vormodernen Nahen Ostens.
Er ist Experte für  Management und Museologie des palästinensischen Kulturerbes.
Sein Hauptinteresse gilt der ayyubidischen, mamlukischen und ottomanischen Periode.
Er forscht zum Übergang von der Antike zur frühen islamischen Kultur, insbesondere über die umayyadischen Wüstenpaläste.
Seit 2004 ist er Berater des International Council on Monuments and Sites für Stätten, die für das UNESCO-Welterbe nominiert sind.
Hawari war von 2016 bis 2018 Generaldirektor des Palästinensischen Museums in Bir Zait, nördlich von Ramallah im Westjordanland.

## Veröffentlichungen
- Early Ottoman Art: The Legacy of the Emirates zusammen mit Manuela Marin a. o. Binous, Jamila, Museum With No Frontiers International Exhibition Cycle: Islamic Art in the Mediterranean: Turkey, 2002, ISBN 978-1-874044-45-1
- Ayyubid Jerusalem (1187–1250). An architectural and archaeological study (= BAR International Series Band 1628). British Archaeological Reports, Oxford 2007, ISBN 978-1-4073-0042-9
- mit Yusuf Natsheh, Nazmi Al-Ju'beh: Pilger, Sufis und Gelehrte. Islamische Kunst im Westjordanland und Gaza (Islamische Kunst im Mittelmeerraum). Museum Ohne Grenzen (Museum With No Frontiers), 2020, ISBN 978-3-902782-50-2